# Villa Les Mutins
La villa Les Mutins est une villa située au Touquet-Paris-Plage, dans le quartier résidentiel du « triangle d'or » près de l'église et de l'hôtel de ville. Les façades et les toitures de la villa font l’objet d’une inscription au titre des monuments historiques depuis le 12 mai 1997.

## Localisation

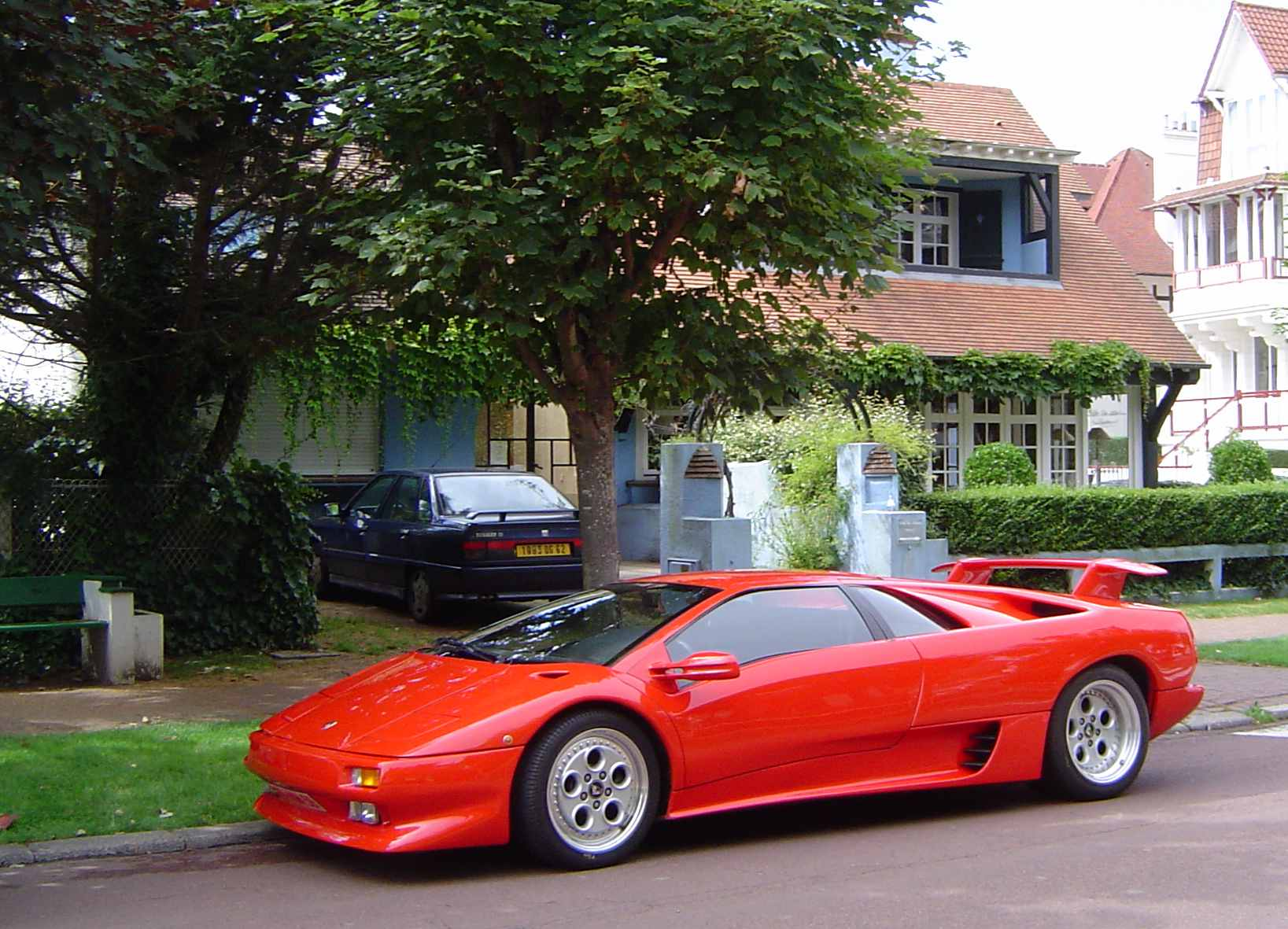
Villa Les Mutins

Cette villa est sise au no 78 du boulevard Daloz.

## Construction
Elle a été construite en 1925 sur les plans de l’architecte Louis Quételart pour lui-même : ce fut sa seconde habitation principale et son agence, après la Villa Pomme d'Api.
Cette villa est caractéristique du style Quételart par ses deux pignons accolés qui forment, du côté de la rue Raymond Lens, un « M » qui sera le logo du cabinet de Louis Quételart. Cette villa a retrouvé récemment sa couleur bleue d'origine.

## Pour approfondir